# Utrecht Overvecht
Utrecht Overvecht (ned: Station Utrecht Overvecht) – stacja kolejowa w Utrecht, w prowincji Utrecht, w Holandii. Została otwarta w 1968 i znajduje się na linii Utrecht – Kampen.

## Linie kolejowe
- Utrecht – Kampen

## Połączenia
- 4900 Sprinter Utrecht Centraal – Utrecht Overvecht – Hilversum – Almere Centrum – Almere Oostvaarders
- 5500 Sprinter Utrecht Centraal – Utrecht Overvecht – Den Dolder – Baarn
- 5600 Sprinter Utrecht Centraal – Utrecht Overvecht – Amersfoort – Zwolle
- 5700 Sprinter Utrecht Centraal – Utrecht Overvecht – Hilversum – Weesp – Schiphol – Leiden Centraal – Den Haag Centraal

## Transport autobusowy
Stacja Maarssen jest obsługiwana przez linie autobusowe U-OV i Connexxion. 
| Linia | Trasa                                                                        | Przewoźnik   |
| ----- | ---------------------------------------------------------------------------- | ------------ |
| 1     | Overvecht - Tuinwijk - Centrum - Centraal Station - Rivierenwijk - Hoograven | U-OV (Qbuzz) |
| 30    | Leidsche Rijn - Zuilen - Overvecht - Wittevrouwen - Rijnsweerd - De Uithof   | U-OV (Qbuzz) |
| 35    | Utrecht - Gageldijk - Maarssen Dorp                                          | U-OV (Qbuzz) |
| 122   | Utrecht - Westbroek - Maarsseveen - Tienhoven - Muyeveld - Nieuw-Loosdrecht  | U-OV (Qbuzz) |